# Ehinokandin
Ehinokandini so skupina protiglivičnih učinkovin, ki delujejo na celično steno glivice. Specifično in nespecifično zavirajo encimski kompleks 1,3-β-d-glukan-sintazo, ki sodeluje pri tvorbi glukanskih polimerov, poglavitne sestavine v celičnih stenah številnih glivičnih povzročiteljev bolezni. Zaradi slabe biološke uporabnosti so na voljo le oblike za injiciranje, ki se aplicirajo enkrat dnevno.
Doslej so na tržišču tri učinkovine iz skupine ehinokandinov:
- kaspofungin
- mikafungin
- anidulafungin

## Zgodovina
Kaspofungini predstavljajo novo skupino antimikotikov. Prva odobrena učinkovina iz te skupine je bil kaspofungin, utržen pod imenom Cancidas. V ZDA in Evropi je zdravilo prejelo dovoljenje za promet leta 2002. Kaspofunginu je na tržišču sledil mikafungin in nato leta 2006 še anidulafungin.

## Kemizem
Ehinokandini so polsintezni lipopeptidi, pridobljeni s kemijsko modifikacijo naravnih glivičnih produktov, npr. kaspofungin je bil razvit z modifikacijo pnevmokandina B0 iz glive Glarea lozoyensis, mikafungin iz heksapeptida FR901370 glive Coleophoma empedra in anidulafungin iz ehinokandina B0 iz A. nidulans. So ciklični heksapeptidi z lipidno stransko verigo, vezano na dušik. Molekulska masa znaša približno 1200. Zgodnje raziskave so pokazale, da sta položaj in konformacija N-vezane acilne stranske verige bistvena za protiglivično aktivnost ehinokandinov. So pa tudi ugotovili, da je omenjena maščobna stranska veriga povzročala hemolitične učinke zgodnjih ehinokandinskih molekul. Z modifikacijami stranske verige so razvili spojine z močno protiglivično učinkovitostjo brez hemolitičnih neželenih učinkov.

## Mehanizem delovanja
Ehinokandini so od koncentracije odvisni nekompetitivni zaviralci encimov 1,3-β- in 1,6-β-D-glukan-sintaze, encimskega kompleksa, ki je sestavljen iz dveh podenot, ki ju zapisujeta gena FKS1 in FKS2. Glukan-sintaza se udeležuje sinteze 1,3-β-D-glukana, polisaharida iz treh vijačno prepletenih glukoznih polimerov. Točno vezavno mesto ehinokandinov na encimski kompleks še ni znano. Glukan je bistvena ogljikovodikova sestavina glivnih celičnih sten in predstavlja 30–60 % celične stene kandid in saharomicet. Spremembe v celični steni, ki jih povzroči izpostavljenost encimov ehinokandinom, vodijo v osmotsko neobstojnost glivnih celic in lahko celo v celično lizo. Človeške celice ne vsebujejo 1,3-β-D-glukana, zato ehinokandini ne izkazujejo neposrednih toksičnih učinkov nanje.
Večina glivnih celičnih sten vsebuje hitin, α- ali β-vezane glukane in različne manoproteine, vendar se njihove količine in relativna pomembnost med različnimi vrstami razlikujejo. Posledično so ehinokandini selektivno učinkoviti proti glivnim povzročiteljem; zigomicete in kriptokoki na primer v celični steni ne vsebujejo 1,3-β-D-glukana, kar je vzrok slabi učinkovitosti ehinokandinov proti tema dvema vrstama gliv.

## Učinkovitost
In vitro in in vivo izkazujejo ehinokandidi naglo fungicidno učinkovitost proti večini vrst kandide (Candida spp) ter fungistatično učinkovitost proti aspergilom (Aspergillus spp). V klinično uporabljenih koncentracijah niso učinkoviti proti zigomicetam, Cryptococcus neoformans in Fusarium spp.

## Odpornost
Odpornost proti ehinokandinom je redka, poročali so na primer o odpornosti raznih vrst kandide proti kaspofunginu.